# Théorème de Thébault
Pour les articles homonymes, voir Thébault.
Le nom de théorème de Thébault ne correspond pas à un théorème précis, mais plutôt à une série de problèmes posés par le mathématicien français Victor Thébault (1882 - 1960).

## Le problème de Thébaultno1

Figure du problème de Thébault no 1.

Le problème de Thébault no 1 est un problème de géométrie euclidienne portant sur le parallélogramme. Il fut posé par Thébault en 1937 qui le démontra en 1938[réf. nécessaire].
Ce théorème peut être considéré comme l'équivalent pour les quadrilatères du théorème de Napoléon qui concerne les triangles.
Problème de Thébault n°1 — Soit un parallélogramme ABCD, quelconque, et extérieurement, quatre carrés construits sur les côtés du parallélogramme. Si M, N, O et P désignent les centres de ces carrés placés comme sur la figure, alors MNOP est également un carré.
La rotation de centre O et d'angle {\displaystyle {\frac {\pi }{2}}} transforme C en D, B en D', le carré de côté [CB] a pour image le carré de côté [DA].
Donc N a pour image P, soit ON = OP et l'angle {\displaystyle {\widehat {NOP}}} est droit. NOP est un triangle rectangle isocèle en O.
De même par la rotation de centre M et d'angle {\displaystyle {\frac {\pi }{2}}}, le carré de côté [DA] a pour image le carré de côté [CB].
Donc P a pour image N ; MP = MN et le triangle NMP est rectangle isocèle en M.
MNOP a ses quatre angles droits et des côtés consécutifs égaux : c'est un carré.

## Le problème de Thébaultno2

Triangles équilatéraux à l'extérieur du carré.

Triangles équilatéraux à l'intérieur du carré.

Le problème de Thébault no 2 est un problème de géométrie euclidienne portant sur le triangle équilatéral.
Problème de Thébault n°2 — Soit un carré ABCD. Construisons deux triangles équilatéraux sur deux côtés consécutifs du carré, tous les deux "intérieurs" ou "extérieurs" par exemple ABL et BCM. Alors le triangle LMD est équilatéral.
- Démonstration par raisonnement géométrique dans le cas externe

Par construction on a {\displaystyle DC=DA} et {\displaystyle CM=AL}.
Comme {\displaystyle {\widehat {DCM}}=90^{\circ }+60^{\circ }={\widehat {LAD}}} alors les triangles {\displaystyle DCM} et {\displaystyle DAL} sont superposables.
Ces deux triangles étant isocèles, on a pour les angles à-la-base {\displaystyle {\widehat {CDM}}={\widehat {LDA}}={\frac {180^{\circ }-(90^{\circ }+60^{\circ })}{2}}=15^{\circ }}.
Ainsi {\displaystyle {\widehat {MDL}}=90^{\circ }-{\widehat {CDM}}-{\widehat {LDA}}=90^{\circ }-15^{\circ }-15^{\circ }=60^{\circ }}.
Puisque {\displaystyle {\widehat {MDL}}=60^{\circ }} et {\displaystyle DM=DL}, le triangle {\displaystyle DML} est donc équilatéral.
- Démonstration par raisonnement géométrique dans le cas interne

Par construction on a {\displaystyle AD=AL} et {\displaystyle CD=CM}.
Comme {\displaystyle {\widehat {DAL}}=90^{\circ }-60^{\circ }={\widehat {MCD}}} alors les triangles {\displaystyle DCM} et {\displaystyle DAL} sont superposables.
Ces deux triangles étant isocèles, on a pour les angles à-la-base {\displaystyle {\widehat {ADL}}={\widehat {MDC}}={\frac {180^{\circ }-(90^{\circ }-60^{\circ })}{2}}=75^{\circ }}.
Ainsi {\displaystyle {\widehat {MDL}}={\widehat {ADL}}-{\widehat {ADM}}}
{\displaystyle ={\widehat {ADL}}-(90^{\circ }-{\widehat {MDC}})}
{\displaystyle =75^{\circ }-(90^{\circ }-75^{\circ })}
{\displaystyle =60^{\circ }}
Puisque {\displaystyle {\widehat {MDL}}=60^{\circ }} et {\displaystyle DM=DL}, le triangle {\displaystyle DML} est donc équilatéral.

## Le problème de Thébaultno3

Figure du théorème de Sawayama-Thébault.

Le problème de Thébault no 3, aussi connu sous le nom de Théorème de Sawayama-Thébault, est un théorème de géométrie euclidienne portant sur l'alignement de trois points
La première démonstration connue a été réalisée en 1973 par le mathématicien néerlandais H. Streefkerk.
Jean-Louis Ayme a publié, en 2003, une solution purement synthétique de ce problème. Il a également effectué des recherches historiques et a découvert que ce résultat avait été démontré en 1905 par Y. Sawayama, instructeur à l'école militaire de Tokyo.
Théorème de Sawayama-Thébault — Soient ABC un triangle quelconque, et D un point de [BC]. Soient Q le centre du cercle inscrit au triangle ABC, de rayon r, et {\displaystyle {\mathcal {C}}} le cercle circonscrit au triangle ABC. Soient N le centre du cercle tangent à [DC], [DA] et {\displaystyle {\mathcal {C}}}, de rayon r1, et P le centre du cercle tangent à [DB], [DA] et {\displaystyle {\mathcal {C}}}, de rayon r2. On note {\displaystyle \theta ={\widehat {ADB}}}.